# Марулис, Константин
Константи́н Джеймс Мару́лис (англ. Constantine James Maroulis; род. 17 сентября 1975, Бруклин, Нью-Йорк, США) — американский актёр и рок-певец, финалист музыкального телешоу American Idol сезона 2005 года.

## Биография
Родился в греческой православной семье Джеймса Константина и Констанс П. Марулис (р. 1938). Его предки иммигрировали в США в 1920-х годах из Греции. Владеет греческим языком. Имеет брата Атана Марулиса (р. 1964), музыкального продюсера, и сестру Анастасию П. Марулис (р. 1968), директора школы. Семья Марулис принимает активное участие в деятельности Американо-греческого прогрессивного просветительского союза (AHEPA) и греческой православной церкви.
Когда Константину было пять лет, его семья переехала в Викофф (Нью-Джерси), где он вырос. В это время он проявил интерес к музыке, следуя примеру старшего брата Атана. В 11-летнем возрасте начал учиться игре на трубе.
Пел в школьных гаражных группах, включая Lady Rain и Milkbone.
В 1993 году окончил одну их средних школ Нью-Йорка.
В 2002 году окончил Бостонскую консерваторию со степенью бакалавра изящных искусств в области мюзикла. В студенческие годы играл в офф-бродвейских постановках и снимался в независимых фильмах.
После окончания консерватории прошёл подготовку на престижном Уильямстаунском театральном фестивале в Беркшир-Хилс (Массачусетс), одним из основателей которого был театральный продюсер, режиссёр и педагог Никос Псахаропулос.

## Личная жизнь
Имеет дочь Малену (род. 2010).